# Paleta (informàtica)

Paleta del sistema (o «estàtica») de Windows.

La paleta de colors és el conjunt de colors disponibles, com a part d'un programari o sistema operatiu.
Sota Windows, quan la pantalla està en mode de 256 colors, la paleta per defecte, anomenada «paleta del sistema» conté 20 colors reservats per a Windows i 236 altres colors, utilitzables per l'aplicació activa.